# Ktesilochos z Kolofonu
Ktesilochos z Kolofonu (IV wiek p.n.e.) – grecki malarz, syn Pyteasa. Wychowanek i prawdopodobnie brat Apellesa. 
Jeden z jego obrazów przedstawiał parodię narodzin Dionizosa.